# Ulica Parkowa w Krakowie
Ulica Parkowa – ulica w Krakowie, w dzielnicy XIII Podgórze, w Podgórzu pomiędzy Rynkiem Podgórskim i ulicą Rękawka a aleją Powstańców Śląskich, ślepa, jednojezdniowa.

## Historia
Ulica Parkowa istniała prawdopodobnie już w średniowieczu jako część drogi biegnącej od mostu na Wiśle w kierunku Wieliczki, przez Wolę Duchacką, Kosocice oraz Swoszowice.
W latach 1849–1855 ulica została przebudowana jako droga dojazdowa do fortu cytadelowego 33 „Krakus”. Do 1917 roku nosiła nazwę ul. Wolskiej, kiedy to Rada Miasta Krakowa, po przyłączeniu Podgórza, nadała ulicy obecną nazwę (w Krakowie była już ul. Wolska). Nazwa ta jest związana z powstałym w 1896 roku na Krzemionkach parkiem im. Wojciecha Bednarskiego.

## Zabudowa
- ul. Parkowa 1 (ul. Andrzeja Potebni 2, ul. Rękawka 2) – kamienica, 1925. Znajdowała się na terenie krakowskiego getta, mieszkał w niej Roman Polański.
- ul. Parkowa 2 – dom, 1925.
- ul. Parkowa 4 – dom, XIX wiek.
- ul. Parkowa 6 – dom, XIX wiek.
- ul. Parkowa 7 – willa. Projekował Józef Kryłowski, 1906–1907.
- ul. Parkowa 8 – dom. Projekował Władysław Wilczyński, 1905.
- ul. Parkowa 9 – willa „Mira”. Projekował Józef Kryłowski, 1896.
- ul. Parkowa – park im. Wojciecha Bednarskiego, 1896[a].
- ul. Parkowa 10 – dom, 1910.
- ul. Parkowa 11 – fabryka, 1900.
- ul. Parkowa 12 – dom, 1940.
- ul. Parkowa 12a – stadion sportowy „KS Korona”, 1947.
- ul. Parkowa 14 – dwór, 1947.
- ul. Parkowa 15 – blok mieszkalny, 1930–1938.

Opracowano na podstawie źródła: Gminnej ewidencji zabytków – Kraków.

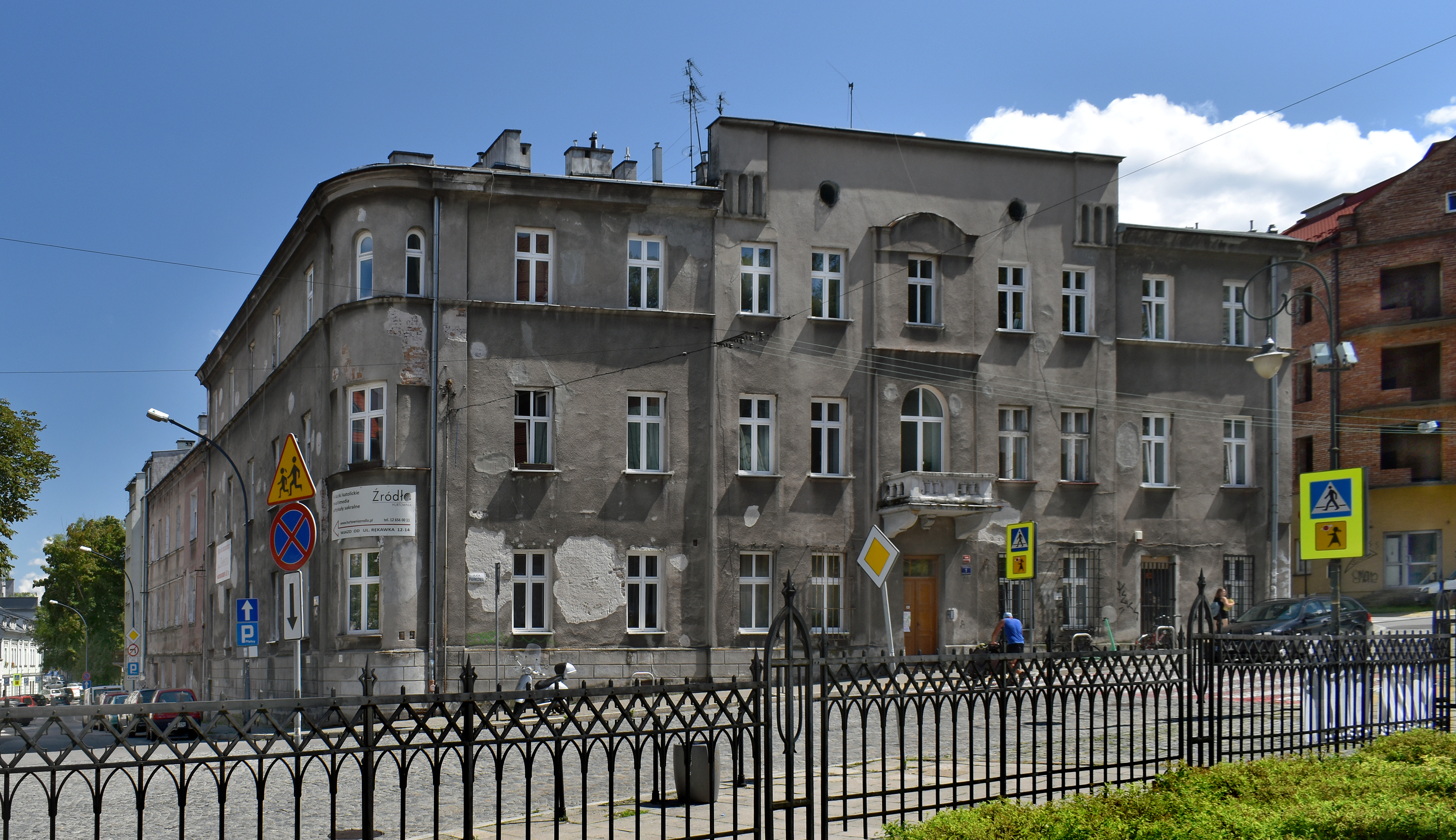
ul. Parkowa 1 Kamienica czynszowa
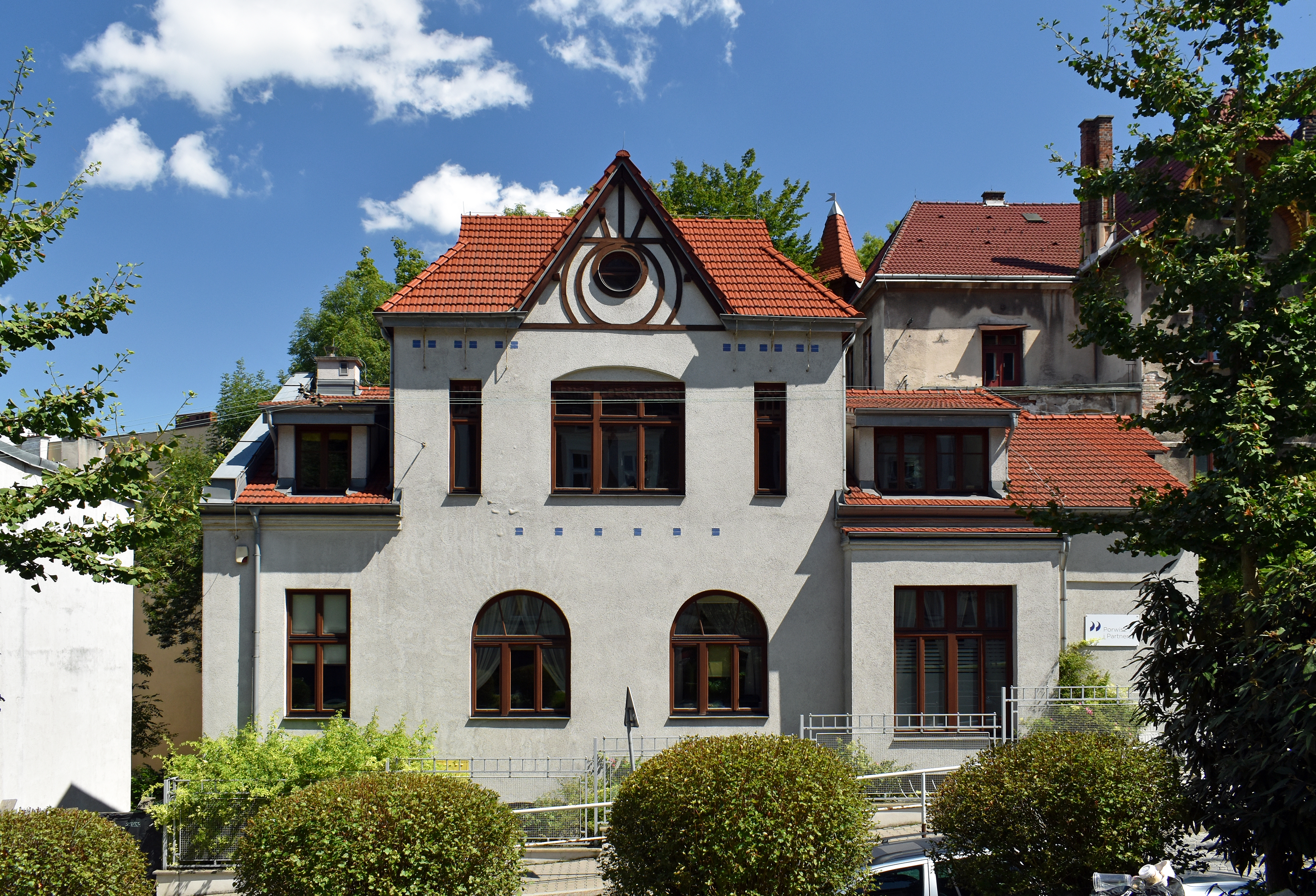
ul. Parkowa 7 Willa
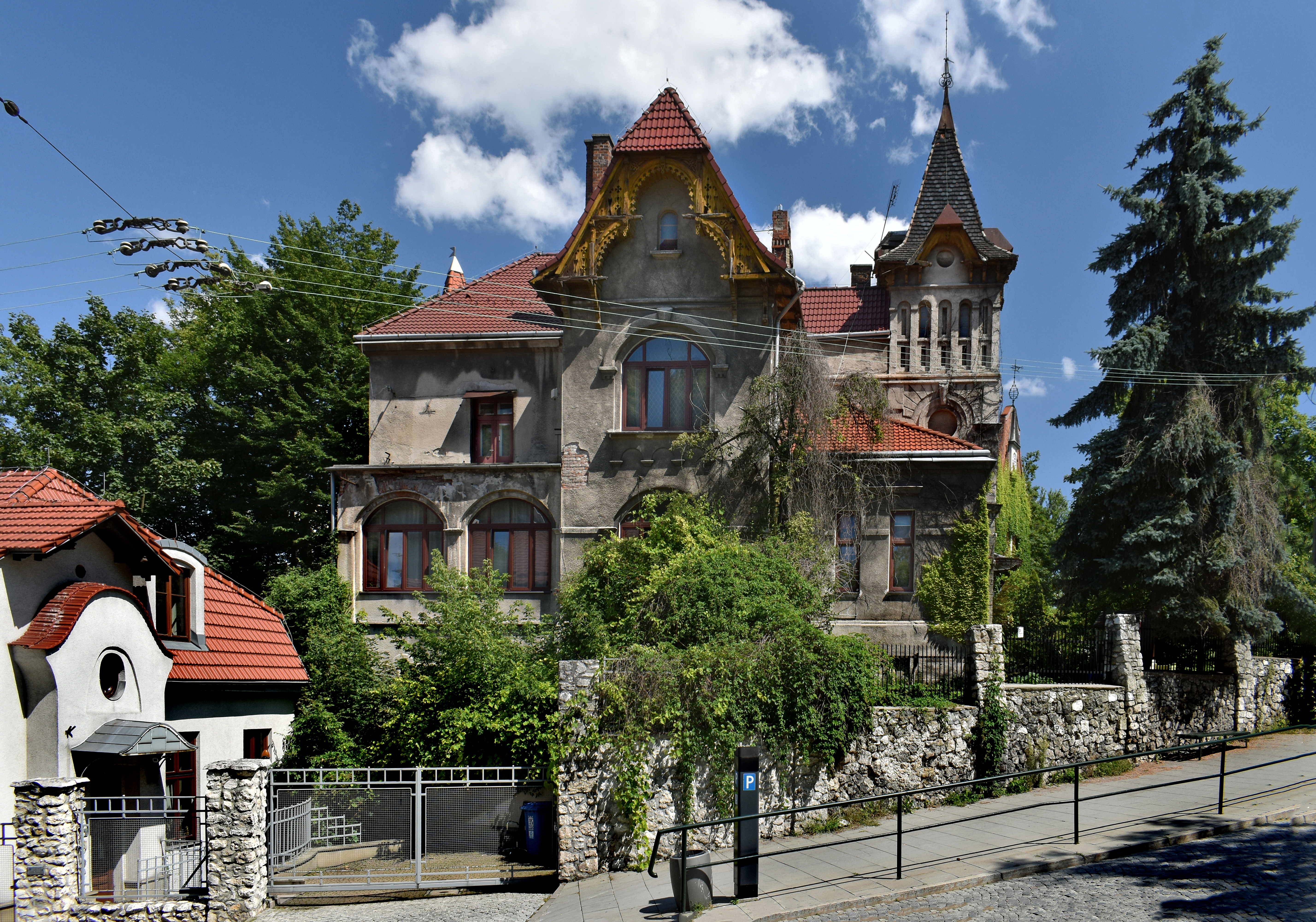
ul. Parkowa 9 Willa „Mira”
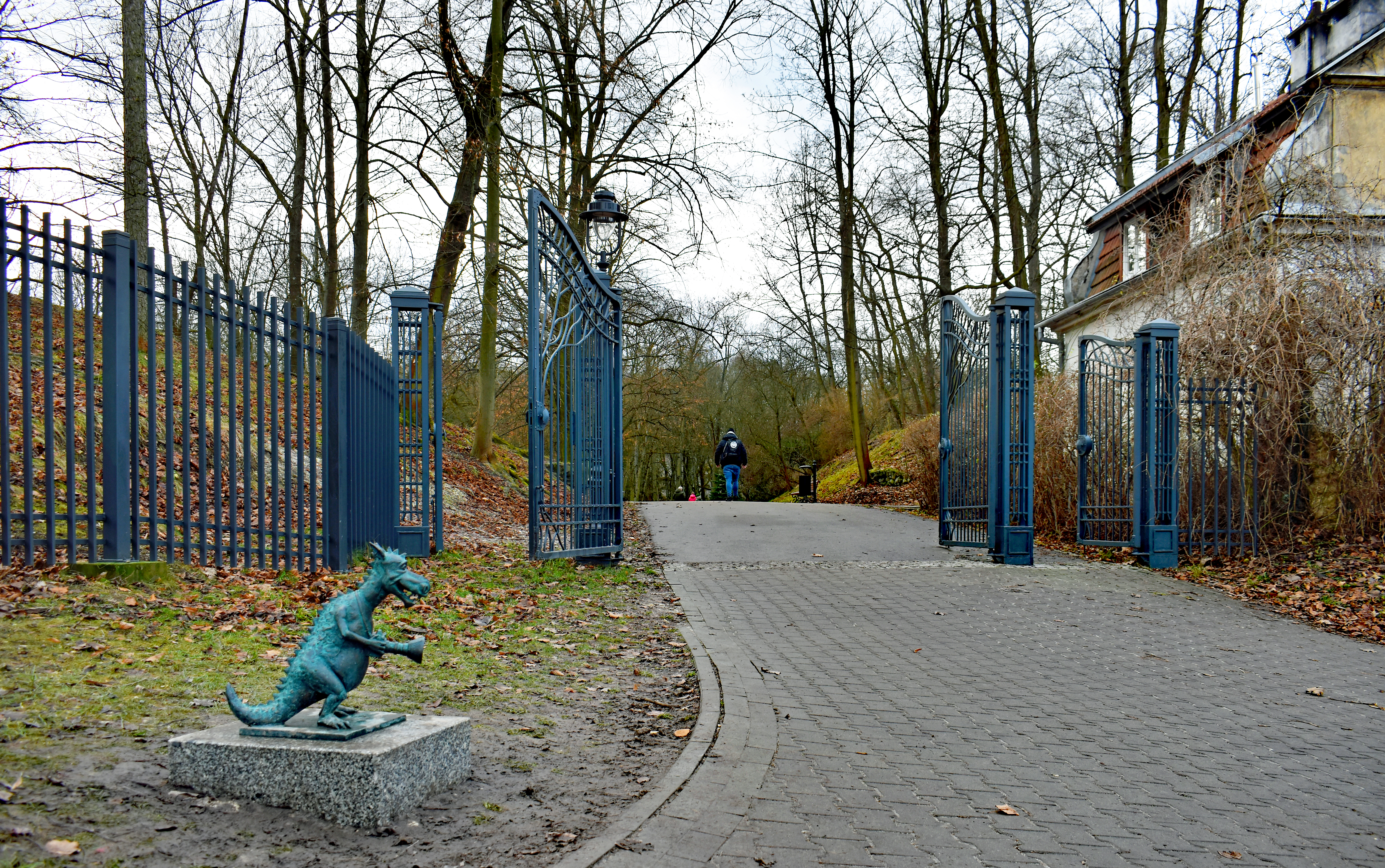
Wejście do parku Bednarskiego i „smok turysta”.